# (12987) 1981 EF2
1981 إي أف 2 (ويعرف أيضًا باسم (12987) 1981 إي أف 2 وفق تسمية الكوكب الصغير) (بالإنجليزية: 1981 EF2)‏ هو كويكب ضمن حزام الكويكبات؛ وترتيبه 12987 من حيث الاكتشاف.
اكتُشف هذا الجُرم الفلكي بواسطة هنري ديبهون في 5 مارس 1981.

## وصلات خارجية
- (12987) 1981 EF2 في قاعدة بيانات مختبر الدفع النفاث لأجرام النظام الشمسي الصغيرة

- الاكتشاف · مخطط المدار ·  العناصر المدارية · المعلمات المادية

- (12987) 1981 EF2 على موقع ويكي سكاي: DSS2, SDSS, GALEX, IRAS, Hydrogen α, X-Ray, Astrophoto, Sky Map, Articles and images